# Bandera d'Adelaida
La bandera d'Adelaida fou aprovada el 2 d'agost de 1982. Va substituir de facto l'escut sobre fons blanc que onejava fora l'ajuntament i que es feia servir en ocasions especials anteriors a la substitució. La nova bandera fou dissenyada pel Col·legi d'Armes i va prendre els símbols de l'escut de la ciutat.

## Disseny
Es tracta d'una bandera heràldica, formada per un fons blau marí dividit en quatre quarts per una creu de Sant Jordi fimbriada en groc i les armes de la ciutat d'Adelaida a cada quart; i envoltada per tres dels seus costats amb una bordura de bandes blaves i grogues en diagonal. El diari australià The Advertiser la va qualificar de bandera lletja i de disseny dolent

### Colors
La bandera utilitza set colors primaris, sent els codis més comuns d'aquests els següents:
| Model de color | Blau         | Groc       | Vermell     | Blanc       | Marró      | Marró fosc | Negre     |
| -------------- | ------------ | ---------- | ----------- | ----------- | ---------- | ---------- | --------- |
| Pantone        | 072 C        | 116 C      | 2347 C      | Blanc       | 470 C      | 4975 C     | Negre 6 C |
| RGB            | 0,0,170      | 255,204,0  | 199,0,2     | 255,255,255 | 160,90,44  | 60,36,21   | 0,0,0     |
| CMYK           | 100-100-0-33 | 0-20-100-0 | 0-100-99-22 | 0-0-0-0     | 0-44-73-37 | 0-40-65-77 | 0-0-0-100 |
| HTML           | #0000AA      | #FFCC00    | #C70002     | #FFFFFF     | #A05A2C    | #3C2415    | #000000   |